# 44263 Nansouty
44263 Nansouty è un asteroide della fascia principale. Scoperto nel 1998, presenta un'orbita caratterizzata da un semiasse maggiore pari a 2,7466720 UA e da un'eccentricità di 0,1441820, inclinata di 8,34147° rispetto all'eclittica.
L'asteroide è dedicato al generale e meteorologo francese Charles Marie Etienne Champion conte di Nansouty.